# Spoorlijn Wissembourg - Lauterbourg-Gare
De Spoorlijn Wissembourg - Lauterbourg-Gare was een Franse spoorlijn van Wissembourg naar Lauterbourg. De lijn was 20,7 km lang en heeft als lijnnummer 152 000.

## Geschiedenis
Het traject werd op 1 juli 1900 geopend door de Reichseisenbahnen in Elsaß-Lothringen. Reizigersverkeer werd opgeheven op 1 oktober 1947. Goederenvervoer tussen Scheibenhard en Lauterbourg vond plaats tot 12 november 1954 en tussen Wissembourg en Scheibenhard tot 1969. Daarna is de lijn volledig opgebroken.

## Aansluitingen
In de volgende plaatsen was er een aansluiting op de volgende spoorlijnen:
Wissembourg
RFN 146 000 spoorlijn tussen Vendenheim en Wissembourg
RFN 146 056, raccordement van Wissembourg
Lauterbourg
RFN 145 000, spoorlijn tussen Straatsburg en Lauterbourg
RFN 151 000, spoorlijn tussen Lauterbourg-Gare en Lauterbourg-Port-du-Rhin